# Mandjak (Sprache)
Mandjak (portugiesisch Maniaca, französisch Manjaque) ist eine westatlantische Sprache, die in Guinea-Bissau, aber auch in Gambia, im Senegal und in Frankreich gesprochen wird. 
Seit seine Schriftsprache in Senegal im Jahre 2002 kodifiziert wurde, hat es dort einen Status als Nationalsprache. Andere Namen für die Sprache sind Mandjaque, Manjaca, Manjaco, Manjiak, Mandyak, Manjaku, Manjack, Ndyak, Mendyako, Kanyop und Manjak.

## Sprecher
Im Jahre 2006, wurde die Gesamtzahl der Sprecher auf 315.300 geschätzt, darunter 184.000 in Guinea-Bissau, 105.000 im Senegal und 26.300 in Gambia. 